# Scipione (Gino Bonichi)

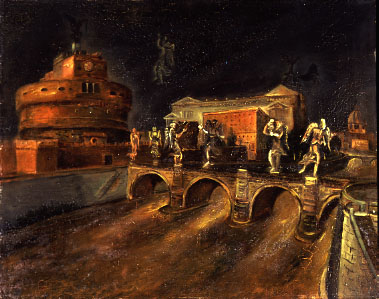
A ponte dos anjos, 1930.

Scipione, pseudônimo de Gino Bonichi  (Macerata, 25 de fevereiro de 1904 – Arco (Trento), 9 de novembro de 1933) foi um pintor italiano, adscrito ao expressionismo. 
Estudou na Academia de Belas Artes de Roma, onde conheceu a Mario Mafai, pintor como ele. Influenciado pela arte barroca, El Greco, Tintoretto e Goya, entusiasmou-se com o expressionismo praticado por Ensor, Soutine, Pascin e Grosz. 
Começou a trabalhar assiduamente em 1925, e em 1927 fez a sua primeira exposição na Galleria Bragaglia, à que seguiu em 1928 outra na Galleria Doria. As suas primeiras obras enquadraram-se no realismo mágico, com figuras forçadas e um grande valor simbólico (O despertar da loura sereia, 1929). Em 1928 fundou, com Mafai, Renato Marino Mazzacurati e Antonietta Raphael, a Escola da Via Cavour, opostos ao conservadorismo e filofascismo do Novecento. 
Entre 1929 e 1930 realizou a sua maior produção, com obras nas quais denunciava a corrupção da Roma papal e do catolicismo contra-reformista (O cardeal decano, 1929-1930; A cortesã romana, 1930; Os homens que se giram, 1930). Morreu de tuberculose. A sua obra foi exposta na DocumentaI de Kassel, em 1955.